# ゴミグモ属
ゴミグモ属 Cyclosa は、コガネグモ科に属するクモの分類群の一つ。ゴミを網につけてカモフラージュする種が含むことによる名だが、つけないものも多い。種類は多く、区別は難しいものも多い。

## 特徴
コガネグモ科の中ではあまり大きくならないクモの群。地味な、やや縦長の体格のクモであるが、外部形態はかなり多様である。
共通の特徴としては、次の点が上げられる。
- 頭部と胸部がU字型の頚溝によって区別される。
- コガネグモ科では中眼は頭部の中央に寄るのが普通であるが、この属では特に後中眼が互いに接近する。
- 腹部はやや縦長で、後方背面が糸疣より長く突き出る。

ただし腹部の形態については様々で、マルゴミグモなどは楕円形の腹部を持ち、後方への突出もない。しかし多くのものでは全体に縦長で、シマゴミグモやヤマトゴミグモでは腹部後端が真後ろから斜め上に突き出る。ゴミグモやヨツデゴミグモでは後方の突出は大きくないが、そこに円錐形の突起を複数つけ、ゴミグモではさらに前方背面に肩状突起を持つ。
これらは褐色系の地味な色合いで、細かな模様があるが、地味で目立たない配色である。そんな中に銀色の鱗状の部分を持ち、銀色の金属光沢を持つものもある。ギンメッキゴミグモなどでは背面の広い範囲が銀色に光る。オーストラリアの C. trilobata は背面に赤、オレンジ、銀色などの縦縞を持ち、複数が密集して網を張っている様子は宝石のようだとのこと。
性的二形ははっきりしており、雄は雌より遙かに華奢で小さく、雌の姿をそのまま小さく痩せさせたような姿である。

## 生態など
ほとんどは垂直円網を張り、常に網の中心にクモが陣取っている。網は比較的目の細かいものである。しかし、たとえばマルゴミグモは水平円網を張り、しかもその網の上に乗る形で定位する。これは円網を張るクモ全体でも珍しい形である。
一部の種は網に食べ残しの餌などのゴミをつける。ゴミは網の中央を含んで縦に細長い形にしており、クモが網の中心に下向きに静止すると、ゴミに紛れて姿がわかりにくくなる。これはカモフラージュの効果があると考えられる。ゴミグモの名はこれに由来し、英名ではこのタイプのものをgarbageline spider というようである。この種では腹部の前に一対、後端に複数の突起を持つのも、ゴミに紛れる上で効果を上げているように見える。歩脚もあまり伸ばさないで頭胸部に引き寄せてあり、これも外見をごちゃごちゃにさせるように見える。日本産の種ではこの他にヨツデゴミグモなどもゴミをつける習性がある。
しかしゴミをつけない種も多く、日本ではギンメッキゴミグモやカラスゴミグモなどはゴミをつけることはほとんどない。そのような種では隠れ帯をつける例もある。また、ギンナガゴミグモは網の真ん中に上向きに定位して、歩脚を伸ばし気味にするし、カラスゴミグモでは斜めに静止することがよくある。
卵嚢はゴミグモなどゴミをつける種ではゴミに紛れるように網の上に複数を並べる。これに対して、ヤマトゴミグモなどは網の近くの木の枝などの基盤上に半球形の卵嚢を貼り付ける。

## 分類
この属は、ムツボシオニグモ属やカタハリオニグモ属と姉妹群をなすと考えられている。
世界中に約120種が知られ、日本からは22種が記録されている。ただし、分類は難しい。他の属との区別は比較的簡単なのだが、属内に非常によく似た種が幾つもあり、また個体変異もあって判断が難しい場合もある。それらの中には性器を確認しなければ判別しないもの、雄では生殖器で判別できるが雌ではそれが難しいものなどが含まれている。
以下に日本産の種を示す。それ以外のものについてはこの項を参照されたい。
- C. octotuberculata　ゴミグモ：人家周辺の普通種。
- C. laticauda キジロゴミグモ
- C. monticola ヤマゴミグモ
- C. angusta ヤセゴミグモ
- C. ono オノゴミグモ
- C. omonaga シマゴミグモ
- C. confusa ミナミノシマゴミグモ
- C. japonica ヤマトゴミグモ
- C. norihisai オガサワラゴミグモ
- C. atrata カラスゴミグモ
- C. hamulata カギヅメカラスゴミグモ
- C. maritima ハマゴミグモ
- C. psylla ヒメマルゴミグモ
- C. mulmeinensis トゲゴミグモ
- C. vallata マルゴミグモ
- C. sachikoae ミツカドゴミグモ
- C. alba シロゴミグモ
- C. algenteoalba ギンメッキゴミグモ
- C. okumae オオクマギンメッキゴミグモ
- C. ginnnaga ギンナガゴミグモ
- C. kumadai クマダギンナガゴミグモ
- C. sedeculata ヨツデゴミグモ